# Klinikum Worms
 (septembre 2020).
Si vous disposez d'ouvrages ou d'articles de référence ou si vous connaissez des sites web de qualité traitant du thème abordé ici, merci de compléter l'article en donnant les références utiles à sa vérifiabilité et en les liant à la section « Notes et références ».
Le Klinikum Worms est un hôpital d’enseignement (universitaire) et est une dépendance de l’Université Johannes Gutenberg de Mayence. Actuellement il y a 555 lits pour 11 sections spécialisées ainsi que deux sections pour des médecins libres. Les 1 500 collaborateurs traitent 26 500 patients stationnaires et 36 000 patients ambulants. Le Klinikum Worms est parmi les 5 hôpitaux le plus grand en Rhénanie-Palatinat.
L'hôpital est spécialisé dans l'obstétrique, la traumatologie, la cardiologie avec des stations spéciales de l'apoplexie et de la gastroentérologie. Il y a aussi un centre périnatal haut niveau (niveau 1 pour les nouveau-nés de poids de naissance extrêmement faibles et les bébés prématurés) et un autre centre pour la diabétologie. En outre l'hôpital est certifié comme centre oncologique du sein, du côlon et de la prostate ainsi que comme centre de traumatologie.
Le Klinikum comporte également un centre de soins médical et un centre d'opération ambulatoire avec trois salles d'opération. Il y a aussi les installations pour la radiothérapie et pour l'ATU.

## Histoire
Le Klinikum est fondé en 1888 comme hôpital central de Worms (Stadtkrankenhaus Worms) qui était situé dans la Mainzer Straße. En 1981, il fut transféré dans des bâtiments tout neuf construit sur la colline de Worms-Herrnsheim tout près de ce village et de Worms-Hochheim.
Depuis 2000, il a la forme juridique d’un Société à responsabilité limitée à but non lucratif; depuis le 1er janvier 2007 il porte le nom Klinikum Worms. En 2006, un bâtiment pour la radiothérapie était attaché et à partir de 2008/2009 un appareil de l'imagerie par résonance magnétique (de:MRT) y est installé; en 2012 suivent les centres Cathétérisme cardiaque et tomodensitométrie.

## Services médicaux
- Hôpital médical I (Cardiologie et Angiologie)
- Hôpital II (Gastroentérologie, Hépatologie, Diabétologie et Cancérologie
- Hôpital pour la Chirurgie générale, Chirurgie viscérale et Chirurgie thoracique)
- Centre pour la Traumatologie, Orthopédie et Chirurgie de la main
- Hôpital pour l'Urologie et Urologie pour enfant
- Hôpital pour la Médecine d'enfant et médecine de jeunesse
- Hôpital pour la Gynécologie et Obstétrique, centre de Mammographie et de Cancer du sein, centre de Périnatalité Level I
- Hôpital pour l'Anesthésie et la Réanimation
- Service neurologie
- Hôpital pour Oto-rhino-laryngologie
- Médecine nucléaire
- Institut pour les diagnostics et la Radiologie interventionnelle
- Institut pour la Pathologie

## Direction
Le Conseil d'administration de l'hôpital de Worms se compose comme suit:
- Friedrich Haas, PDG et directeur général
- Bernhard Buttner, directeur général adjoint
- Thomas Hitschold, directeur médical
- Heino Skopnik, Directeur médical adjoint
- Brigitte Ahrens-Frieß, directrice des soins infirmiers
- Hiltrud Tillman, directeur adjoint des soins infirmiers

Président du Conseil de Surveillance :
- Michael Kissel (de), maire de la ville de Worms

## Photos

Klinikum Worms
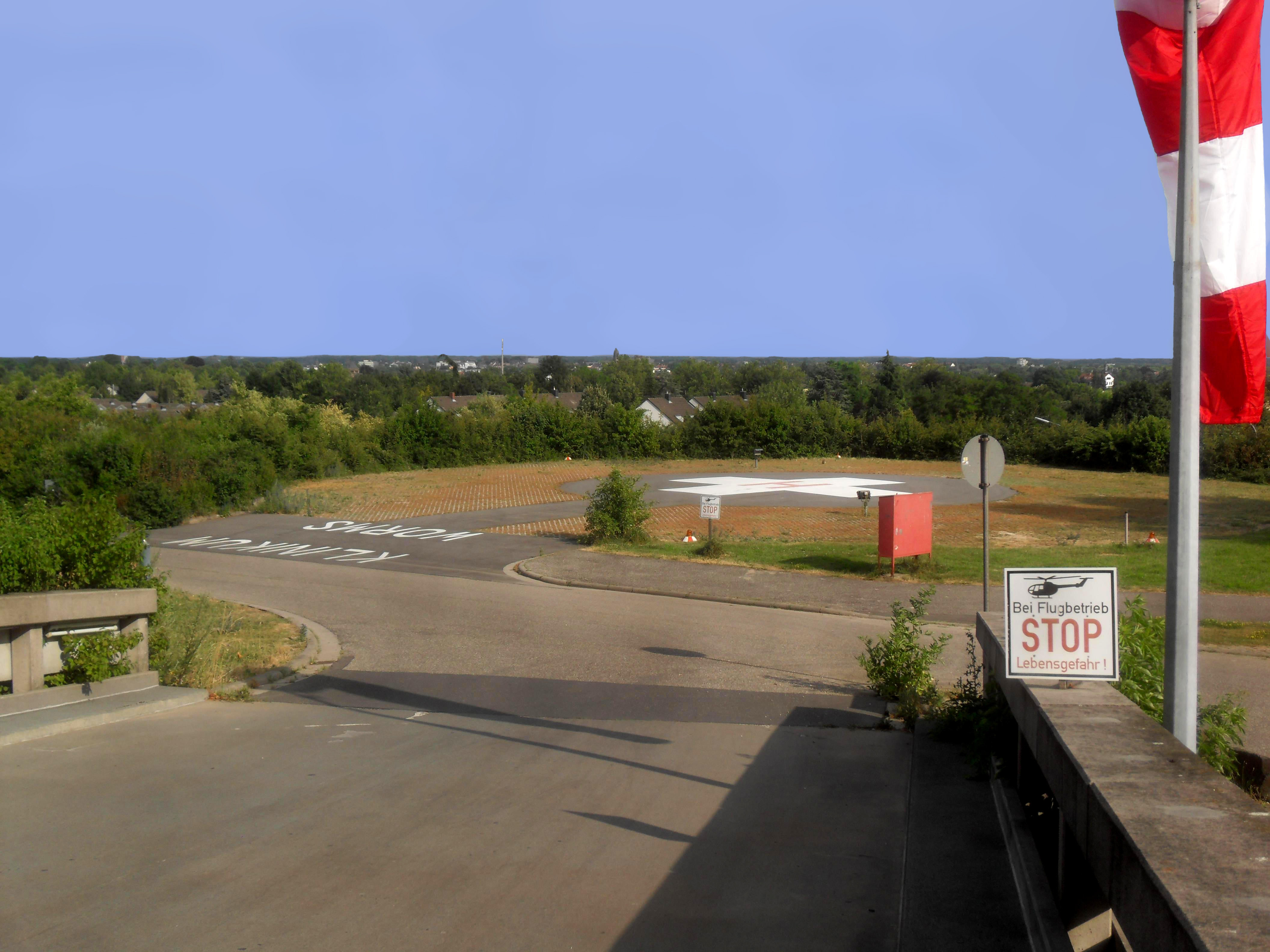
Héliport
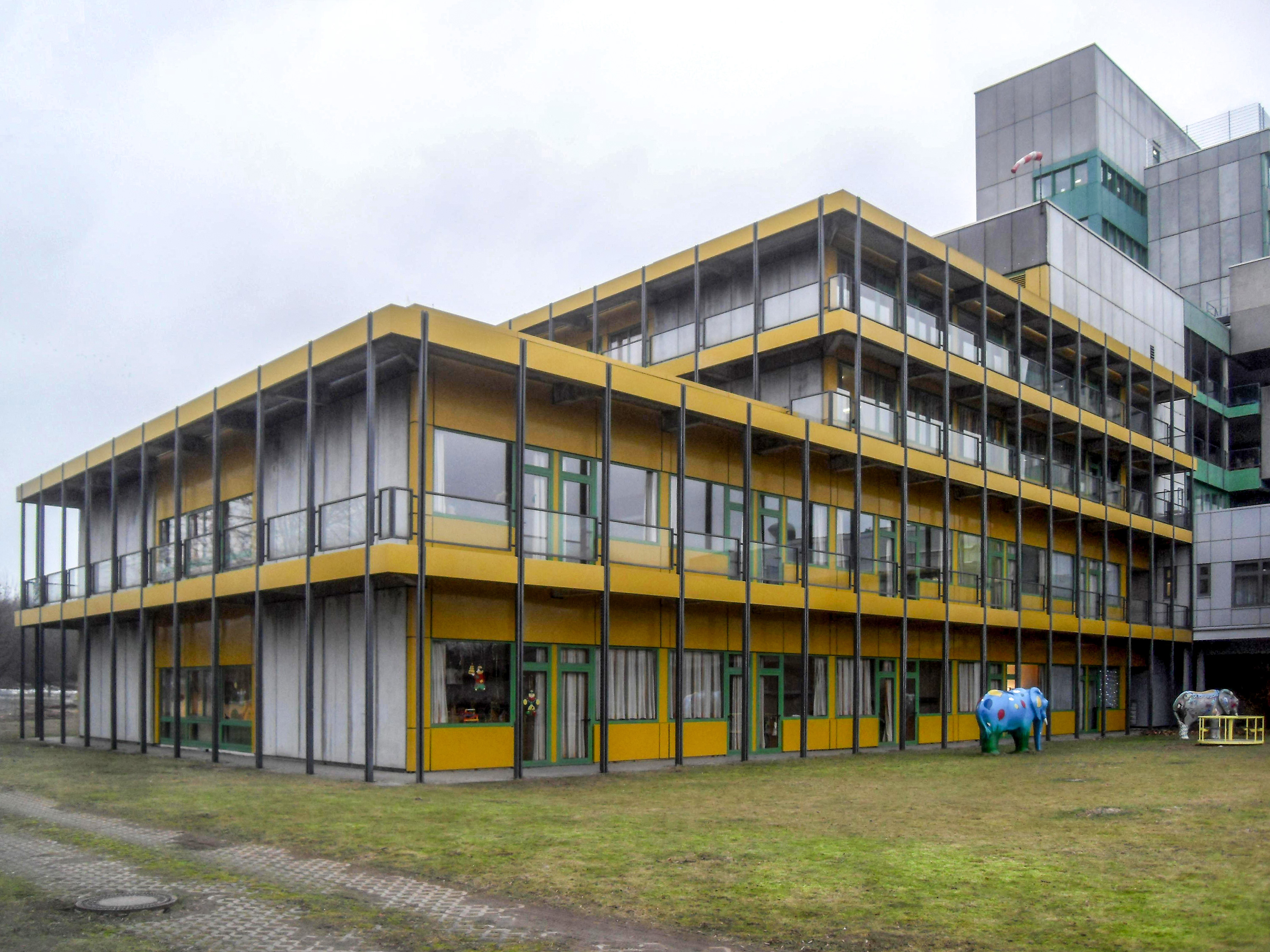
Département pour enfants
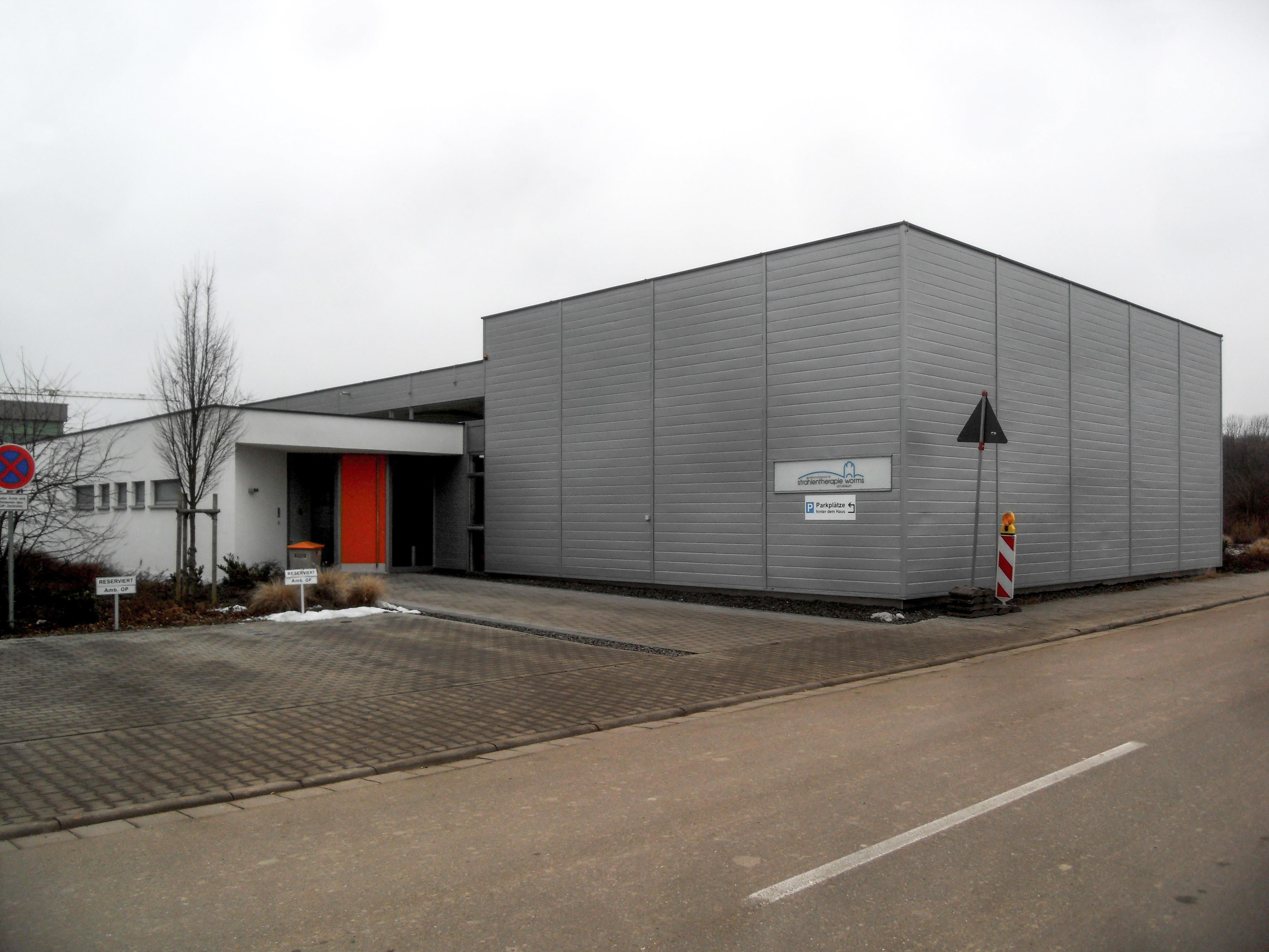
Radiothérapie